# OllyDbg
OllyDbg is een x86-debugger waarmee binaire DOS- en Windows-executables geanalyseerd kunnen worden. Dit kan nuttig zijn wanneer de broncode niet voorhanden is.
Het volgt de registers, herkent procedures, aanroepen naar API's, tabellen, constanten en strings. Het vindt ook waar routines staan in objectbestanden en in bibliotheken. Versie 1.0 is de laatste 1.x uitgave. Versie 2.0 is in 2010 vrijgegeven en OllyDbg werd voor deze uitgave totaal herschreven. De software is gratis, maar de probeerlicentie vereist dat de gebruikers zich registreren bij de auteur. De huidige versie van OllyDbg kan niet altijd programma's dissassembleren die uitgevoerd zijn voor 64-bit processoren.

## Reverse engineering
OllyDbg wordt onder andere gebruikt voor het reverse engineering van programma's. Het wordt ook gebruikt door programmakrakers om software te breken die gemaakt is door andere programmeurs, bijvoorbeeld met shellcode. Het kan functie-aanroepen traceren en deze aanroepen kunnen door de gebruiker gewijzigd worden. Op deze manier wordt vaak de licentiecontrole van een programma omzeild, of wordt op deze manier de licentiecode in het programma gevonden. Toch is OllyDbg een legaal programma, hoewel het ook voor illegale doeleinden kan en wordt gebruikt. Voor kraken en reverse engineering is het meestal het eerste gereedschap vanwege zijn gebruiksgemak en beschikbaarheid. Het is ook nuttig voor programmeurs om zeker te zijn dat hun programma werkt zoals bedoeld.